# Spektraldichteschätzung
Die Spektraldichte eines stationären stochastischen Prozesses erlaubt tiefe Einblicke in die Struktur des Prozesses, insbesondere wenn es sich um Erkenntnisse über Periodizitäten handelt. Es ist also wichtig, dass aus gegebenen Daten, z. B. einer konkreten Zeitreihe, die Spektraldichte gut geschätzt werden kann.
Grundlage der meisten Schätzer ist das Periodogramm, das auf Arthur Schuster 1898 zurückgeht.

## Definitionen

### Spektraldichte
Sei {\displaystyle X_{t};t\in \mathbb {Z} } ({\displaystyle \mathbb {Z} } die Menge der ganzen Zahlen) ein (evtl. komplexwertiger) stationärer stochastischer Prozess mit
- Erwartungswert {\displaystyle \operatorname {E} X_{t}=0}
- Kovarianzfunktion {\displaystyle \operatorname {E} X_{t}X_{t+h}=\gamma (h)}.

Falls {\displaystyle \textstyle \sum _{h=-\infty }^{\infty }|\gamma (h)|<\infty }, gilt die Spektraldarstellung von {\displaystyle \gamma (h)}:
{\displaystyle \gamma (h)=\int _{-\pi }^{\pi }f(\lambda )\,e^{ih\lambda }\,d\lambda \quad \mathrm {mit} \quad f(\lambda )={\frac {1}{2\pi }}\sum _{h=-\infty }^{\infty }e^{-ih\lambda }\,\gamma (h)}.
Die Funktion {\displaystyle f} heißt Spektraldichte. Ihr Funktionswert {\displaystyle f(\lambda )} gibt die Intensität der Frequenz {\displaystyle \lambda } im Spektrum von {\displaystyle X_{t}} an.

### Periodogramm
Seien {\displaystyle x_{1},\dots ,x_{n}} Realisierungen eines stationären stochastischen Prozesses {\displaystyle X_{t}} mit {\displaystyle \operatorname {E} X_{t}=0}. Dann heißt der Ausdruck
{\displaystyle I_{n}(\lambda ):={\frac {1}{2\pi n}}\left|\sum _{k=1}^{n}x_{k}\,e^{-i\lambda k}\right|^{2}}
Periodogramm der konkreten Zeitreihe {\displaystyle x_{1},\dots ,x_{n}}.

## Schätzungen der Spektraldichte

### Inkonsistente Schätzungen
Man kann das Periodogramm umformen in
{\displaystyle I_{n}(\lambda )={\frac {1}{2\pi }}\sum _{k=-(n-1)}^{n-1}e^{-i\lambda k}{\hat {\gamma }}(k);\ {\hat {\gamma }}(k)={\frac {1}{n}}\sum _{t=1}^{n-k}x_{t+k}x_{t}}.
{\displaystyle I_{n}(\lambda )} erweist sich also als die (empirische) Fouriertransformierte der empirischen Kovarianzfunktion {\displaystyle {\hat {\gamma }}(k)}. Da {\displaystyle f(\lambda )} die Fouriertransformierte von {\displaystyle \gamma (h)} ist, kann man heuristisch erwarten, dass {\displaystyle I_{n}(\lambda )} eine geeignete Schätzung für {\displaystyle f(\lambda )} darstellt. Tatsächlich ist das Periodogramm eine asymptotisch erwartungstreue Schätzung der Spektraldichte, allerdings ist sie nicht konsistent, d. h. in unmodifizierter Form nur eingeschränkt geeignet zur Schätzung der Spektraldichte.

### Konsistente Schätzungen
Erwartungstreue und konsistente Schätzungen für {\displaystyle f(\lambda )} erzeugt man durch geeignete gewichtete Mittel von {\displaystyle I_{n}(\lambda ^{\prime })} aus einer geeigneten Umgebung von {\displaystyle \lambda }. Eine allgemeine Darstellung dafür ist
{\displaystyle {\hat {f}}_{n}(\lambda )={\tfrac {1}{2\pi }}\int _{-\pi }^{\pi }W_{n}(\nu )I_{n}(\lambda -\nu )d\nu }
mit geeignetem Spektralfenster {\displaystyle W_{n}}. In der Regel wird obiges {\displaystyle {\hat {f}}_{n}(\lambda )} diskret erzeugt als Summe, und zwar für die sogenannten Fourierfrequenzen {\displaystyle \lambda _{j}={\frac {2\pi }{n}}j}, wobei {\displaystyle j\in \mathbb {Z} } so gewählt ist, dass {\displaystyle -\pi <\lambda _{j}<\pi } gilt. Dann hat man die Struktur
{\displaystyle {\hat {f}}_{n}(\lambda _{j})=\sum _{|k_{n}|\leq m(n)}a_{k_{n}}I_{n}(\lambda _{j+k_{n}})}.
Wenn die {\displaystyle a_{k_{n}}} und {\displaystyle m(n)} folgende Eigenschaften haben, erzwingt man Konsistenz:
{\displaystyle a_{k_{n}}\geq 0;\ a_{k_{n}}=a_{-k_{n}};\ \sum _{|k_{n}|\leq m(n)}a_{k_{n}}=1;\ \lim _{n\to \infty }\sum _{|k_{n}|\leq m(n)}a_{k_{n}}^{2}=0;\ \lim _{n\to \infty }m(n)=\infty ;\ \lim _{n\to \infty }{\frac {m(n)}{n}}=0}.
Die Gewichte {\displaystyle a_{k_{n}}} werden in der Regel durch symmetrische Kernfunktionen {\displaystyle K\colon [-1,1]\to [0,\infty )} mit {\displaystyle \int _{-1}^{1}K^{2}(x)dx<\infty } erzeugt gemäß:
{\displaystyle a_{k_{n}}={\frac {K({\frac {k_{n}}{m(n)}})}{\sum _{i=-m(n)}^{m(n)}K({\frac {i}{m(n)}})}};\ \ -m(n)\leq k_{n}\leq m(n)}.

#### Beispiele
siehe z. B.  Vereinfacht schreiben wir jetzt {\displaystyle k} und {\displaystyle m} anstatt {\displaystyle k_{n}} und {\displaystyle m(n)}.
- Abgeschnittenes Periodogramm, erzeugt durch den Rechteckkern {\displaystyle K(x)=\chi _{[-1,1]}(x)}. Dabei ist {\displaystyle \chi _{[-1,1]}} die Indikatorfunktion. Es ist also {\displaystyle a_{k}=1} für {\displaystyle k\leq m} und {\displaystyle a_{k}=0} sonst.
- Bartlett-Schätzung, erzeugt durch den Dreieck-Kern {\displaystyle K(x)=\max(1-|x|,0)}, es ist {\displaystyle a_{k}={\frac {m-|k|}{m^{2}}}} für {\displaystyle k\leq m} und {\displaystyle a_{k}=0} sonst.
- Parzenschätzung, erzeugt durch einen komplizierteren Kern, der eine günstige asymptotische Varianz liefert:

{\displaystyle K(x)={\begin{cases}1-6|x|^{2}+6|x|^{3}&{\text{wenn}}\ |x|<{\frac {1}{2}}\\2(1-|x|)^{3}&{\text{wenn}}\ {\frac {1}{2}}\leq |x|\leq 1\\0&{\text{sonst}}\end{cases}}}.